# 모로코 가는 길
《모로코 가는 길》(영어: Road to Morocco)은 1942년 개봉한 미국의 코미디 영화이다. 데이비드 버틀러가 감독을 맡았으며, 《Road to ...》 영화 시리즈의 세 번째에 해당하는 작품이다. 1996년 미국 국립영화등기부에 등재되었다.

## 출연

### 주연
- 빙 크로스비
- 밥 호프

### 조연
- 도로시 라무어
- 앤서니 퀸
- 도나 드레이크
- 블라디미르 소콜로프
- 미카일 라섬니
- 조지 기봇

## 기타
- 협력프로듀서: 폴 존스
- 미술: 한스 드레이어
- 미술: 로버트 어셔
- 의상: 에디스 헤드